# John Alexander Key
John Alexander Key (30 de diciembre de 1871 – 4 de marzo de 1954) fue un Representante estadounidense por Ohio.
Nacido en Marion, Ohio, Key asistió a las escuelas públicas. Aprendió el oficio de la imprenta. Ejerció de cartero desde 1897 a 1903, así como Resgistrador del Condado de Marion de 1903 a 1908.  Fue secretario del Representante por Ohio Carl C. Anderson de 1908 a 1912.
Key fue elegido como demócrata en el 63.º, 64.º y 65.° Congresos (4 de marzo de 1913 – 3 de marzo de 1919). Fue presidente de la Comisión de Pensiones (del Sexagésimo tercero al sexagésimo quinto Congresos). Se dedicó a la industria del petróleo. Fue inspector de prisiones federales desde 1934 hasta su jubilación en 1941. Murió en Marion, el 4 de marzo de 1954.  Fue enterrado en el cementerio de Marion